# Nymphon microctenatum
Nymphon microctenatum is een zeespin uit de familie Nymphonidae. De soort behoort tot het geslacht Nymphon. Nymphon microctenatum werd in 1946 voor het eerst wetenschappelijk beschreven door Barnard. 